# Chlorophytum puberulum
Chlorophytum puberulum är en sparrisväxtart som beskrevs av Adolf Engler. Chlorophytum puberulum ingår i släktet ampelliljor, och familjen sparrisväxter. Inga underarter finns listade i Catalogue of Life.